# تپه حسن قشلاق ۱
تپه حسن قشلاق ۱ در شهرستان بوئین‌زهرا، بخش آوج، روستای محمودآباد واقع شده و این اثر در تاریخ ۱۹ اسفند ۱۳۸۰ با شمارهٔ ثبت ۴۹۳۸ به‌عنوان یکی از آثار ملی ایران به ثبت رسیده است.